# César Socarraz
César Socarraz (ur. 4 listopada 1919 w Limie, zm. 18 stycznia 1984 tamże) − piłkarz peruwiański, napastnik.
Jako gracz klubu Universitario Lima wchodził w skład reprezentacji podczas turnieju Copa América 1939, gdzie Peru zdobyło tytuł mistrza Ameryki Południowej. Socarraz nie zagrał w żadnym meczu.
W 1939 roku razem z Universitario zdobył tytuł mistrza Peru.
Nadal jako gracz Universitario wziął udział w turnieju Copa América 1941, gdzie Peru zajęło czwarte miejsce. Socarraz zagrał w trzech meczach - z Argentyną (zdobył bramkę), Ekwadorem i Urugwajem.
Zaraz po zakończonym turnieju kontynentalnym przeniósł się do chilijskiego klubu CSD Colo-Colo, z którym w 1941 roku zdobył tytuł mistrza Chile.
Socarraz rozegrał w reprezentacji Peru 6 meczów i zdobył 1 bramkę.